# Forgive Durden
Forgive Durden é uma banda indie rock de Seattle, Washington, formado em 2003. A gravadora da banda é a Fueled By Ramen, que produziu todo seu primeiro álbum, lançado em 9 de maio de 2006.
Em 27 de janeiro de 2008, Thomas Dutton vocalista da banda anunciou no blog que os outros 3 membros tinham decidido deixar a banda, citando conflitos de personalidade como o principal motivo.

## Membros

### Atuais membros
- Thomas Dutton - vocais, guitarra

### Ex-membros
- Thomas Hunter - guitarra, vocais  (2003-2008)
- Andy Mannino - bateria  (2003-2008)
- Jesse Bauer - baixo (2003-2008)

## Discografia
- Bandages & Royalty EP (2003)
- When You're Alone, You're Not Alone EP (23 de agosto de 2004)
- Wonderland (9 de maio de 2006)
- Razia's Shadow: A Musical (28 de outubro de 2008)

## Singles
- O primeiro single lançado plea banda foi "Beware the Jubjub Bird and Shun the Frumious Bandersnatch" em 2006.
- O segundo videoclipe da banda foi "Ants" que foi liberado no site [Absolutepunk.net].
- O último videoclipe foi "Life Is Looking Up" que foi lançado no MySpace, em 13 de Novembro